# Haradanahalli, Nanjangud
Haradanahalli là một làng thuộc tehsil Nanjangud, huyện Mysore, bang Karnataka, Ấn Độ.